# Baron St. Audries

Wappen der Barons St. Audries

Baron St. Audries, of St. Audries in the County of Somerset, war ein erblicher britischer Adelstitel in der Peerage of the United Kingdom.

## Verleihung, nachgeordnete Titel und Erlöschen
Der Titel wurde am 22. Juni 1911 dem Unterhausabgeordneten Sir Alexander Fuller-Acland-Hood, 4. Baronet verliehen.
Dieser hatte bereits 1892 von seinem Vater den fortan nachgeordneten Titel Baronet, of Tidlake in the County of Surrey, geerbt, der am 13. April 1809 in der Baronetage of the United Kingdom für seinen Urgroßonkel, den Admiral Sir Samuel Hood, geschaffen worden war. Da Samuel Hood kinderlos war, war die Baronetcy mit dem besonderen Zusatz verliehen worden, dass sie in Ermangelung eigener männlicher Nachkommen auch an dessen Neffen, den Großvater des 1. Barons vererbbar sei, der so 1814 diesen Titel als 2. Baronet erbte. Dessen Sohn, der spätere 3. Baronet, änderte 1849 seinen Familiennamen zu „Fuller-Acland-Hood“, nachdem er Isabel Fuller-Palmer-Acland, Erbtochter des Sir Peregrine Fuller-Palmer-Acland, 2. Baronet (of Fairfield), geheiratet hatte.
Die Baronie erlosch beim kinderlosen Tod des einzigen Sohnes des 2. Barons am 16. Oktober 1971. Die Baronetcy fiel an dessen Cousin William Fuller-Acland-Hood und erlosch schließlich bei dessen Tod, 1990.

## Liste der Titelinhaber

### Hood/Fuller-Acland-Hood Baronets, of Tidlake (1809)
- Sir Samuel Hood, 1. Baronet (1762–1814)
- Sir Alexander Hood, 2. Baronet (1793–1851)
- Sir Alexander Fuller-Acland-Hood, 3. Baronet (1819–1892)
- Sir Alexander Fuller-Acland-Hood, 4. Baronet (1853–1917) (1911 zum Baron St. Audries erhoben)

### Barons St. Audries (1911)
- Alexander Fuller-Acland-Hood, 1. Baron St. Audries (1853–1917)
- Alexander Fuller-Acland-Hood, 2. Baron St. Audries (1893–1971)

### Hood/Fuller-Acland-Hood Baronets, of Tidlake (1809; Fortsetzung)
- Sir William Fuller-Acland-Hood, 6. Baronet (1901–1990)